# Family Circle Cup 1973
Family Circle Cup 1973 — жіночий тенісний турнір, що проходив на відкритих кортах з ґрунтовим покриттям Sea Pines Plantation у Гілтон-Гед-Айленді (США). Належав до серії Вірджинії Слімз 1973. Турнір відбувся вперше і тривав з 1 до 5 травня 1973 року. Четверта сіяна Розмарі Касалс здобула титул в одиночному розряді й отримала за це 30 тис. доларів США. 

## Фінальна частина

### Одиночний розряд
Розмарі Касалс —  Ненсі Річі 3–6, 6–1, 7–5

### Парний розряд
Франсуаза Дюрр /  Бетті Стов —  Розмарі Касалс /  Біллі Джин Кінг 3–6, 6–4, 6–3